# Locomotiva FS 818
La locomotiva FS gruppo 818 era un tipo di locotender a vapore reimmatricolata nel parco delle Ferrovie dello Stato dopo il riscatto della Conegliano-Vittorio Veneto nel 1937.

## Storia
Questa locomotiva venne costruita nel 1878 per la Società Veneta e, originariamente, portava il numero 41. Nel 1919 fu ridenominata dalla SV 221. Alla fine del XIX secolo la macchina venne trasferita sulla Conegliano-Vittorio Veneto e, nel 1937, con il riscatto da parte statale della linea, passò alle FS, che la immatricolarono come 818.001. 
Altre due macchine della stessa serie passarono in quello stesso anno alle FS e vennero immatricolare come 819.001 e 820.001.
Nel novembre del 1938 questa macchina fu trasferita a Treviso e, qualche mese più tardi, e più precisamente nel febbraio 1939, fu demolita a Verona.